# Arivaldo Alves dos Santos
Arivaldo Alves dos Santos, conhecido como Ari (Santo Antônio de Jesus, 11 de novembro de 1980) é um ex-futebolista brasileiro que atuava como lateral direito, seu último clube foi o cearense Icasa.

## Títulos
Atlético-MG
- Campeonato Brasileiro Série B: 2006

Fortaleza
- Campeonato Cearense: 2007